# 요시마촌 (후쿠시마현)
요시마촌(好間村)은 후쿠시마현 이와키군에 있던 촌이다. 1966년 10월 1일 요시마촌 등 14개 시·정·촌이 합병하여 이와키시가 신설되고 폐지되었다.
이와키시 중앙부에 위치하고 있다. 과거에는 조반탄전으로 번성했다. 석탄 산업의 전성기에는 인구가 2만 명 이상, 1953년 당시에는 22295명에 달해 일본에서 가장 인구가 많은 마을이기도 했다. 그러나 에너지 혁명으로 인한 석탄 산업의 쇠퇴로 인구는 감소했다. 이와키시가 되기 직전인 1965년에는 인구가 약 1만2000명으로 전성기의 절반 수준으로 감소했다.
마을 중앙을 요시마강이 동서로 흐르고, 요시마강 계곡은 경승지로 유명했다. 마을의 서쪽은 아부쿠마 산지에 위치하여 석탄 산업의 중심지였다. 

## 역사
- 1889년 - 기타시마촌, 시모시마촌, 가미시마촌, 나카시마촌, 이마신촌, 가와나카코촌, 아이가야촌, 고야사쿠촌이 합병해 요시마촌이 되었다.
- 1955년 - 미노와촌의 일부가 요시마촌과 합병해 요시마촌이 되었다.
- 1966년 10월 1일 - 다이라시, 우치고시, 이와키시, 나코소시, 조반시, 이와키군 요쓰쿠라정, 도노정, 오가와정, 요시마촌, 미와촌, 다비토촌, 가와마에촌, 후타바군 히사노하마정, 오히사촌 등 14개 시·정·촌(5시 4정 5촌)이 합병하여 이와키시가 신설되고 폐지되었다.

## 교통

### 도로
- 국도 49호선

촌 동쪽을  반에쓰 자동차도가 지나고 있다(촌내 역은 없다).